# Alexandersondagen

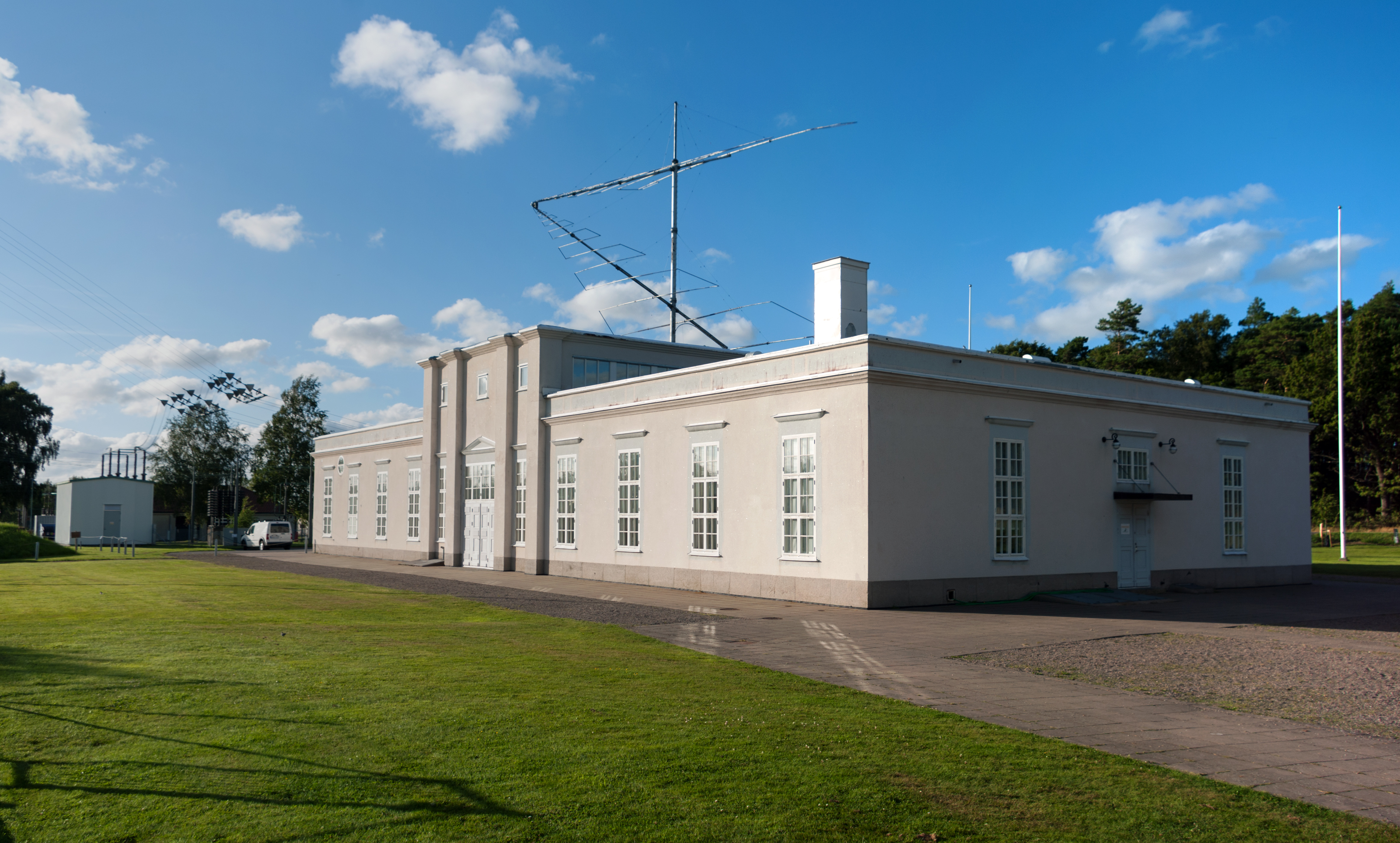
Grimetons radiostation.

Alexandersondagen är uppkallad efter den svenske ingenjören Ernst Alexanderson, och hålls antingen den sista söndagen i juni, eller den första söndagen i juli vart år, vid Grimetons Radiostation i Varberg.
Den 2 juli 2000 arrangerades Alexandersondagen för första gången som ett jubileumsevenemang, exakt på 75-årsdagen av den kungliga invigningen av Grimeton 1925. På Alexandersondagen, julafton och vid speciella tillfällen under året, används den enda fungerande Alexanderson-generatorn i världen, för sändning av korta morsemeddelanden på 17,2 kHz, vilka kan tas emot i hela Europa.
Vid flera Alexandersondagar har från USA inkommit lyssnarrapporter, som vittnar om att sändaren ännu är hörbar i sitt forna målområde, trots att man vid demonstrationssändningar sänder med reducerad effekt.
Sändaren är bevarad som ett historiskt monument av tidig radioteknik, och som ett exempel på VLF-utrustning (Very Low Frequency). Dessa sändningar kan inte tas emot av vanliga radioapparater på grund av den låga frekvensen, men radioamatörer övervakar sändningarna med hjälp av datorer med extrautrustning och speciell mjukvara, eller mottagare som är utformade för att ta emot VLF-sändningar direkt. 
Grimetons anropssignal är SAQ. År 2004 upptogs Grimetons radiostation på UNESCOs världsarvslista.